# Tugu Khatulistiwa

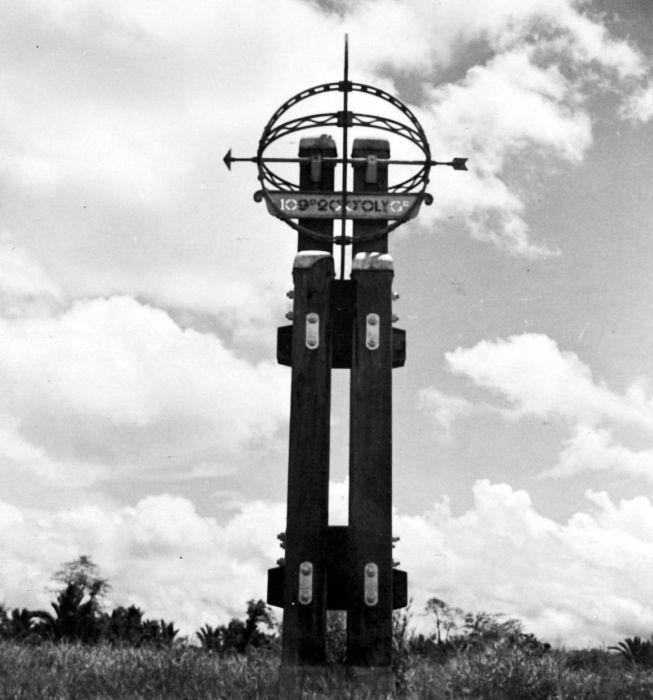
Het monument (voor 1950).

Tugu Khatulistiwa of evenaar monument is een monument gelegen op de evenaar in de  Indonesische stad Pontianak. Het monument staat op de grens en dient zodoende als markeringspunt voor de grens tussen het noordelijk- en zuidelijk halfrond.